# Lavacolhos
Lavacolhos is een plaats (freguesia) in de Portugese gemeente Fundão en telt 242 inwoners (2001).